# 木村優斗
木村 優斗（きむら ゆうと、1997年9月22日 - ）は、日本の子役である。フラッグスビーンズ所属。兄は元俳優の木村遼希。

## 出演

### CM
- 日本医師会
- ピザハット ソーセージロール
- 翼システム カーコン目覚まし
- AEON イオンランドセル
- 日本マクドナルド ハッピーセット三銃士
- チューリッヒ保険 スーパー自動車保険（兄と共演）

### 映画
- 筆子・その愛 -天使のピアノ-（2007年）